# انجمن مهندسی شیمی ایران
انجمن مهندسی شیمی ایران نهادی تخصصی و حرفه‌ای در زمینه مهندسی شیمی است. این انجمن در سال ۱۳۷۱ توسط جمعی از استادان، دانشجویان، صاحبنظران و علاقه‌مندان رشته مهندسی شیمی افتتاح شد. دفتر اصلی انجمن مهندسی شیمی ایران در حال حاضر در خیابان آزادی، کوی اکبر آباد قرار دارد. همچنین این انجمن به صورت دو ماه یکبار نشریه‌ای با نام «مجله مهندسی شیمی ایران» به چاپ می‌رساند.

## اهداف
اهداف این انجمن بر اساس اساسنامه آن به صورت زیر بیان شده‌است:

1. ارتقاء دانش و فن مهندسی شیمی در ایران و ارائه زمینه‌هایی برای انجام پروژه‌های تحقیقاتی توسط دانشگاه‌ها و صنایع
2. همکاری با ارگانهای ذی‌ربط جهت تدوین استانداردهای مورد نیاز در مهندسی شیمی.
3. همکاری با دانشگاه‌ها و مراکز تحقیقاتی در برگزاری کنگره‌های ملی و بین‌المللی مهندسی شیمی
4. ایجاد ارتباط با انجمنهای علمی و فنی داخل و خارج کشور
5. انتشار نشریات مهندسی شیمی
6. کمک به افزایش دانش و تجربه اشخاصی که در رابطه با مهندسی شیمی در حال فعالیت هستند.
7. ایجاد همکاری بیشتر بین دانشگاه و صنایع جهت رفع تنگناهای موجود
8. شناساندن رشته مهندسی شیمی در سطح جامعه و صنعت
9. ایجاد بانک اطلاعاتی در زمینه فعالیتهای مهندسی شیمی
10. کاریابی و راهنمایی شغلی برای مهندسین شیمی
11. حفظ حقوق صنفی و شئون اجتماعی مهندسین شیمی ایران